# 919
919是918与920之间的自然数。

## 在数学中
- 第157個質數。前一個為911、下一個為929。
  - 迴文質數。
  - 陳質數。
  - 第11個立方質數，產生的方程為：{\displaystyle p=(x^{3}-y^{3})/(x-y),x=y+1,y=1,2,\dots }。
  - 高斯質數之一。
- 十进制的等數位數。
- 第18個中心六邊形數。
- 無法表示為二個迴文數差的最小整數[1]。

## 在人類歷史中
- 919這數字：台灣受凡那比颱風影響所以使用919這數字會作為919風災的簡稱[2]。

## 在人类文化中
- C919客機，是因為九與「久」諧音，在中國傳統文化中代表永恆，象徵「天長地久」。
- 提幫功王子的王家代号是919[3]。